# Nationalpark Insurgente Miguel Hidalgo y Costilla
Der Nationalpark Insurgente Miguel Hidalgo y Costilla (offiziell Parque Nacional Insurgente Miguel Hidalgo y Costilla, kurz La Marquesa National Park) ist ein Schutzgebiet in Mexiko. Es wurde 1936 ausgewiesen und ist 18,9 km² groß.